# 廖孟瞻
廖孟瞻，江西临川人，明朝政治人物、进士出身。
洪武十七年，应天乡试第一（解元）。洪武十八年，参加会试，登进士，选庶吉士。以受贿问斩。